# Tour de France 2022/1. Etappe
Die 1. Etappe der Tour de France 2022 fand am 1. Juli 2022 statt und war der Auftakt der 109. Austragung des französischen Etappenrennens. Wie zuletzt 2017 wurde das größte Radrennen der Welt wieder mit einem Einzelzeitfahren gestartet. Das Rennen fand in der dänischen Hauptstadt Kopenhagen statt. Die Strecke führte über 13,2 Kilometer vorbei an den Sehenswürdigkeiten der Stadt. Nach der Zielankunft hatten die Fahrer 0,3 % der Gesamtdistanz der Rundfahrt absolviert.

## Streckenführung
Der Start der Etappe befand sich auf der Nørre Farimagsgade neben dem Ørstedsparken. Anschließend führte die Strecke in Richtung Norden und passierte nach einer scharfen Linkskurve die Kopenhagener Seen über die Dronning Louises Bro. Danach ging es vorbei an dem Nordcampus der Universität Kopenhagen, ehe die Fahrer erneut das Ufer beim Sortedam-See wechselten. Nach rund 4 Kilometern passierte die Strecke den Fælledparken und den Parken, das größte Stadion des Landes. Im Anschluss drehte die Fahrtrichtung, und die Fahrer gelangten nach etwa 9 Kilometern zum Kastell von Kopenhagen. Dieses wurde umrundet, und die Fahrer passierten das Wahrzeichen der Stadt, die Kleine Meerjungfrau. Geradeaus ging es weiter zum Schloss Amalienborg, ehe die Frederikskirche nach einer scharfen Rechtskurve erreicht wurde. Danach wurde der Kongens Nytorv passiert, und die Strecke führte weiter vorbei an der Dänischen Königlichen Bibliothek. Nach einer weiteren Kurvenkombination erreichten die Fahrer den H.C. Andersens Boulevard, auf dem sich das Ziel auf der Höhe des Rådhuspladsen befand. In unmittelbarer Nähe des Ziels befanden sich auch der Tivoli, das H.C. Andersen Slottet und das Rathaus von Kopenhagen.
Die Strecke verlief ausschließlich auf flachen Straßen, beinhaltete jedoch viele teils scharfe Kurven. Nach 6,6 Kilometern wurde auf der Østerbrogade bei der Sankt-Jakobs-Kirche eine Zwischenzeit genommen.
|              | Ort                                   | Kilometer |
| ------------ | ------------------------------------- | --------- |
| Start        | Kopenhagen (Nørre Farimagsgade)       | 0         |
| Zwischenzeit | Kopenhagen (Østerbrogade)             | 06,6      |
| Ziel         | Kopenhagen (H.C. Andersens Boulevard) | 13,2      |

## Rennverlauf & Ergebnis
Chronologischer Ablauf
Als erster Fahrer rollte Jérémy Lecroq (B&B Hotels-KTM) von der Startrampe und eröffnete um 16 Uhr die 109. Austragung der Tour de France. Aufgrund von anhaltendem Regen war die Straße nass, was den ohnehin technischen Parcours weiter erschwerte. In der Hoffnung, den einsetzenden Regen umgehen zu können, hatten mehrere Teams ihre Gesamtklassement-Fahrer in den vorderen Startplätzen platziert. Diese Rechnung ging jedoch nicht auf, und mit Stefan Bissegger (EF Education-EasyPost) kam einer der Favoriten auf den Etappensieg gleich zweimal zu Sturz. Die erste Richtzeit setzte der niederländische Zeitfahrmeister Bauke Mollema (Trek-Segafredo) mit einer Zeit von 15:32 min. Kurz darauf verbesserte sein Landsmann Mathieu van der Poel (Alpecin-Deceuninck) die Bestzeit um vier Sekunden und führte das Rennen über eine längere Zeit an. Primož Roglič, Jonas Vingegaard (beide Jumbo-Visma) und Mads Pedersen (Trek-Segafredo) blieben je zwei bis drei Sekunden hinter dem Niederländer. Nachdem auch der Zeitfahr-Europameister Stefan Küng (Groupama-FDJ) hinter seinen Erwartungen zurückblieb, startete der Zeitfahr-Weltmeister Filippo Ganna (Ineos Grenadiers) als 64. Fahrer gefolgt von Wout van Aert (Jumbo-Visma) und dem Titelverteidiger Tadej Pogačar (UAE Team Emirates). Filippo Ganna setzte eine neue Bestzeit, wurde jedoch wenig später von Wout van Aert verdrängt, der das Ziel nach 15:22 min erreichte. Tadej Pogačar absolvierte eine starke zweite Hälfte und schob sich mit nur zwei Sekunden Rückstand zwischen die beiden. In weiterer Folge hörte es auf zu regnen, wobei die Straßen weiterhin nass blieben. Nachdem die meisten Favoriten das Ziel erreicht hatten, setzte Christophe Laporte (Jumbo-Visma) überraschend eine neue schnellste Zwischenzeit, ehe er in einer Links-Kurve zu Sturz kam und viel Zeit verlor. Wenig später startete Yves Lampaert (Quick-Step Alpha Vinyl Team) als 105. Fahrer und erreichte die erste Zwischenzeit mit einem Rückstand von fünf Sekunden. Auf der zweiten Hälfte konnte er jedoch deutlich zulegen und übernahm die Führung um fünf Sekunden. Seine Zeit von 15:17 min sollte nicht mehr verbessert werden, obwohl die Straße im Verlauf des Rennens immer weiter auftrocknete.
Bei seiner dritten Frankreich-Rundfahrt gewann der Belgier Yves Lampaert erstmals eine Etappe und schlüpfte zudem erstmals ins Gelbe Trikot. Weiters übernahm er auch die Führung in der Punktewertung. Die Führung in der Nachwuchswertung ging an den drittplatzierten Tadej Pogačar, während das Team Jumbo-Visma die Mannschaftswertung anführt. Alle 176 gestarteten Fahrer erreichten das Ziel, obwohl es zu mehreren Stürzen kam.
Zeitabstände der Gesamtklassement-Fahrer
Hinter dem Etappensieger und Wout van Aert setzte Tadej Pogačar als Dritter ein Ausrufezeichen. Der Slowene absolvierte die 13,2 km schneller als seine Herausforderer Jonas Vingegaard (+ 8 s/7. Platz) und Primož Roglič (+ 9 s/8. Platz). Weiter zurück lagen die beiden Ineos-Grenadiers-Fahrer Adam Yates (+ 16 s/13. Platz) und Geraint Thomas (+ 18 s/18. Platz), die den Rückstand jedoch gering hielten. Auch Alexander Wlassow (Bora-hansgrohe) verlor als 21. mit 24 Sekunden nicht allzu viel Zeit auf den Titelverteidiger. Mehr als eine halbe Minute Rückstand wiesen Daniel Felipe Martínez (Ineos Grenadiers), Romain Bardet (Team DSM), Nairo Quintana (Team Arkéa-Samsic), David Gaudu (Groupama-FDJ) und Jack Haig (Bahrain Victorious) auf. Zu den Verlierern des Tages zählten Jakob Fuglsang (Israel-Premier Tech), Enric Mas (Movistar Team) und Ben O’Connor (AG2R Citroën Team), die fast eine Minute einbüßten. Mit Rigoberto Urán (EF Education-EasyPost) und Michael Woods (Israel-Premier Tech) verloren zwei potenzielle Gesamtklassement-Fahrer über eine Minute auf Tadej Pogačar.
| \| Etappenergebnis \| Etappenergebnis \| Etappenergebnis \| Etappenergebnis \| Etappenergebnis \| \| Fahrer \| Fahrer \| Land \| Team \| Zeit \| \| --------------- \| -------------------- \| --------------- \| ---------------------- \| --------------- \| \| 1. \| Yves Lampaert \| Belgien \| Quick-Step Alpha Vinyl \| 15 min 17 s \| \| 2. \| Wout van Aert \| Belgien \| Jumbo-Visma \| + 5 s \| \| 3. \| Tadej Pogačar \| Slowenien \| UAE Team Emirates \| + 7 s \| \| 4. \| Filippo Ganna \| Italien \| Ineos Grenadiers \| + 10 s \| \| 5. \| Mathieu van der Poel \| Niederlande \| Alpecin-Deceuninck \| + 13 s \| \| 6. \| Mads Pedersen \| Dänemark \| Trek-Segafredo \| + 15 s \| \| 7. \| Jonas Vingegaard \| Dänemark \| Jumbo-Visma \| + 15 s \| \| 8. \| Primož Roglič \| Slowenien \| Jumbo-Visma \| + 16 s \| \| 9. \| Bauke Mollema \| Niederlande \| Trek-Segafredo \| + 17 s \| \| 10. \| Dylan Teuns \| Belgien \| Bahrain Victorious \| + 20 s \| |                      |             |                        |             |
| |                      |             |                        |             |
| Quelle: ProCyclingStats |                      |             |                        |             |
| Etappenergebnis |                      |             |                        |             |
| Fahrer | Fahrer               | Land        | Team                   | Zeit        |
| 1. | Yves Lampaert        | Belgien     | Quick-Step Alpha Vinyl | 15 min 17 s |
| 2. | Wout van Aert        | Belgien     | Jumbo-Visma            | + 5 s       |
| 3. | Tadej Pogačar        | Slowenien   | UAE Team Emirates      | + 7 s       |
| 4. | Filippo Ganna        | Italien     | Ineos Grenadiers       | + 10 s      |
| 5. | Mathieu van der Poel | Niederlande | Alpecin-Deceuninck     | + 13 s      |
| 6. | Mads Pedersen        | Dänemark    | Trek-Segafredo         | + 15 s      |
| 7. | Jonas Vingegaard     | Dänemark    | Jumbo-Visma            | + 15 s      |
| 8. | Primož Roglič        | Slowenien   | Jumbo-Visma            | + 16 s      |
| 9. | Bauke Mollema        | Niederlande | Trek-Segafredo         | + 17 s      |
| 10. | Dylan Teuns          | Belgien     | Bahrain Victorious     | + 20 s      |

## Gesamtstände
| \| Gesamtwertung \| Gesamtwertung \| Gesamtwertung \| Gesamtwertung \| Gesamtwertung \| \| Fahrer \| Fahrer \| Land \| Team \| Zeit \| \| ------------- \| -------------------- \| ------------- \| ---------------------- \| ------------- \| \| 1. \| Yves Lampaert \| Belgien \| Quick-Step Alpha Vinyl \| 15 min 17 s \| \| 2. \| Wout van Aert \| Belgien \| Jumbo-Visma \| + 5 s \| \| 3. \| Tadej Pogačar \| Slowenien \| UAE Team Emirates \| + 7 s \| \| 4. \| Filippo Ganna \| Italien \| Ineos Grenadiers \| + 10 s \| \| 5. \| Mathieu van der Poel \| Niederlande \| Alpecin-Deceuninck \| + 13 s \| \| 6. \| Mads Pedersen \| Dänemark \| Trek-Segafredo \| + 15 s \| \| 7. \| Jonas Vingegaard \| Dänemark \| Jumbo-Visma \| + 15 s \| \| 8. \| Primož Roglič \| Slowenien \| Jumbo-Visma \| + 16 s \| \| 9. \| Bauke Mollema \| Niederlande \| Trek-Segafredo \| + 17 s \| \| 10. \| Dylan Teuns \| Belgien \| Bahrain Victorious \| + 20 s \| |                      |             |                        |             |
| |                      |             |                        |             |
| Quelle: ProCyclingStats |                      |             |                        |             |
| Gesamtwertung |                      |             |                        |             |
| Fahrer | Fahrer               | Land        | Team                   | Zeit        |
| 1. | Yves Lampaert        | Belgien     | Quick-Step Alpha Vinyl | 15 min 17 s |
| 2. | Wout van Aert        | Belgien     | Jumbo-Visma            | + 5 s       |
| 3. | Tadej Pogačar        | Slowenien   | UAE Team Emirates      | + 7 s       |
| 4. | Filippo Ganna        | Italien     | Ineos Grenadiers       | + 10 s      |
| 5. | Mathieu van der Poel | Niederlande | Alpecin-Deceuninck     | + 13 s      |
| 6. | Mads Pedersen        | Dänemark    | Trek-Segafredo         | + 15 s      |
| 7. | Jonas Vingegaard     | Dänemark    | Jumbo-Visma            | + 15 s      |
| 8. | Primož Roglič        | Slowenien   | Jumbo-Visma            | + 16 s      |
| 9. | Bauke Mollema        | Niederlande | Trek-Segafredo         | + 17 s      |
| 10. | Dylan Teuns          | Belgien     | Bahrain Victorious     | + 20 s      |

| Punktewertung | Punktewertung        | Punktewertung | Punktewertung          | Punktewertung |
| Fahrer        | Fahrer               | Land          | Team                   | Punkte        |
| ------------- | -------------------- | ------------- | ---------------------- | ------------- |
| 1.            | Yves Lampaert        | Belgien       | Quick-Step Alpha Vinyl | 20 P.         |
| 2.            | Wout van Aert        | Belgien       | Jumbo-Visma            | 17 P.         |
| 3.            | Tadej Pogačar        | Slowenien     | UAE Team Emirates      | 15 P.         |
| 4.            | Filippo Ganna        | Italien       | Ineos Grenadiers       | 13 P.         |
| 5.            | Mathieu van der Poel | Niederlande   | Alpecin-Deceuninck     | 11 P.         |
| 6.            | Mads Pedersen        | Dänemark      | Trek-Segafredo         | 10 P.         |
| 7.            | Jonas Vingegaard     | Dänemark      | Jumbo-Visma            | 9 P.          |
| 8.            | Primož Roglič        | Slowenien     | Jumbo-Visma            | 8 P.          |
| 9.            | Bauke Mollema        | Niederlande   | Trek-Segafredo         | 7 P.          |
| 10.           | Dylan Teuns          | Belgien       | Bahrain Victorious     | 6 P.          |

| Nachwuchswertung | Nachwuchswertung   | Nachwuchswertung       | Nachwuchswertung       | Nachwuchswertung |
| Fahrer           | Fahrer             | Land                   | Team                   | Zeit             |
| ---------------- | ------------------ | ---------------------- | ---------------------- | ---------------- |
| 1.               | Tadej Pogačar      | Slowenien              | UAE Team Emirates      |                  |
| 2.               | Thomas Pidcock     | Vereinigtes Königreich | Ineos Grenadiers       | + 17 s           |
| 3.               | Florian Vermeersch | Belgien                | Lotto-Soudal           | + 26 s           |
| 4.               | Brandon McNulty    | Vereinigte Staaten     | UAE Team Emirates      | + 36 s           |
| 5.               | Nils Eekhoff       | Niederlande            | Team DSM               | + 40 s           |
| 6.               | Matteo Jorgenson   | Vereinigte Staaten     | Movistar Team          | + 41 s           |
| 7.               | Fred Wright        | Vereinigtes Königreich | Bahrain Victorious     | + 42 s           |
| 8.               | Andrea Bagioli     | Italien                | Quick-Step Alpha Vinyl | + 45 s           |
| 9.               | Quinn Simmons      | Vereinigte Staaten     | Trek-Segafredo         | + 47 s           |
| 10.              | Jonas Rutsch       | Deutschland            | EF Education-EasyPost  | + 48 s           |

| Mannschaftswertung | Mannschaftswertung     | Mannschaftswertung           | Mannschaftswertung |
| Team               | Team                   | Land                         | Zeit               |
| ------------------ | ---------------------- | ---------------------------- | ------------------ |
| 1.                 | Jumbo-Visma            | Niederlande                  | 46 min 27 s        |
| 2.                 | Ineos Grenadiers       | Vereinigtes Königreich       | + 21 s             |
| 3.                 | Trek-Segafredo         | Vereinigte Staaten           | + 37 s             |
| 4.                 | Quick-Step Alpha Vinyl | Belgien                      | + 42 s             |
| 5.                 | Bahrain Victorious     | Bahrain                      | + 52 s             |
| 6.                 | Bora-Hansgrohe         | Deutschland                  | + 57 s             |
| 7.                 | UAE Team Emirates      | Vereinigte Arabische Emirate | + 1 min 20 s       |
| 8.                 | EF Education-EasyPost  | Vereinigte Staaten           | + 1 min 22 s       |
| 9.                 | Cofidis                | Frankreich                   | + 1 min 24 s       |
| 10.                | BikeExchange-Jayco     | Australien                   | + 1 min 35 s       |

## Trivia
Mit dem Grand Départ in Kopenhagen wurde die Tour de France zum 24. Mal im Ausland gestartet. Dänemark war das 12. Land, das von dem größten Radrennen der Welt besucht wurde. Kopenhagen hat in der Vergangenheit bereits große Radsportveranstaltungen ausgerichtet. So fanden die UCI-Straßen-Weltmeisterschaften bereits sechsmal in der dänischen Hauptstadt statt (1921, 1931, 1937, 1949, 1956 und 2011).